# Catherine Bréchignac
Catherine Bréchignac 12 de junio de 1946 (78 años), París) es una física francesa, expresidenta del Centro Nacional para la Investigación Científica(CNRS) de 2006 a 2010, y del «Alto Consejo de las Biotecnologías, desde abril de 2009 a diciembre de 2010, y es secretaria perpetua de la Academia de las Ciencias francesa desde el 22 de junio de 2010 y puesta en funciones en enero de 2011.

## Biografía
Es hija del físico Jean Teillac, habiendo hecho sus estudios en la Escuela Normal Superior de Montemorelos ay-aux-Roses y de la Facultad de Ciencias de Orsay de la Universidad de París desde 1967 hasta 1971. Obtuvo su maestría en física, en 1969, y el Diploma de Estudios Avanzados en física cuántica, en 1970. Fue nombrada profesora agregada de física en 1971, y luego fue destinada desde 1971 hasta 1984 al Centre national de la recherche scientifique al seno del Laboratorio Aimé Cotton, de Orsay, primero como investigadora, a un año después de obtener su doctorado en ciencias físicas en la Universidad Paris XI de Orsay, en 1977, como investigadora. Fue nombrada Directora de Investigación, en 1985.
En 1989, toma la dirección del Laboratorio Aimé Cotton, uno de los más grandes laboratorios situados en la Universidad París XI. A continuación, entre 1995 hasta 1997 fue directora científica del Departamento de Ciencias físicas y matemáticas del CNRS, puis directrice générale de l'organisme de 1997 à 2000. Elle défend alors clairement l'indépendance de l'institution, notamment face au ministre Claude Allègre. Après son remplacement demandé par Roger-Gérard Schwartzenberg, elle reprend ses recherches. En parallèle, Catherine Bréchignac est nommée présidente de l’Institut d'optique théorique et appliquée en 2003 et du Palais de la découverte en 2004. En 2005, elle est élue présidente du Conseil international des unions scientifiques.
Fue nombrada presidenta del CNRS y luego del Consejo de ministros, desde 11 de enero de 2006, a propuesta del Ministro de Educación Superior e Investigación François Goulard, después de una crisis de liderazgo que había visto competir entre su predecesor y el CEO del CNRS. Se formó entonces un tándem con Arnold Migus como directores generales, mas el rol predominante de la presidencia está claro.
Políticamente, se declara progresista y libre para trabajar. A petición de la UMP, ha participado en la elaboración del programa concerniente a las investigaciones para las elecciones presidenciales de Francia de 2007.
Fue elegida Miembro de la Academia de las Ciencias francesa en 2005 y le hizo ganar varios premios por su trabajo, incluyendo el de la misma Academia. Catherine Bréchignac fue nombrada presidenta del Alto Consejo de las Biotecnologías el 22 de abril de 2009. Después de haber sido elegida por sus pares, el 22 de junio de 2010 Secretaria perpetua de la Academia de las Ciencias, dejó la presidencia del Alto Consejo el 31 de diciembre de 2010, para poder concentrarse plenamente a su nueva función.
Es igualmente miembro del Consejo Científico de la Oficina Parlamentaria de Ciencia y Tecnológica (OPECST).
El 20 de enero de 2010, fue reemplazada a la cabeza del CNRS por Alain Fuchs cuando era candidata a su propia sucesión. Fue nombrada Embajadora Delegada de Ciencia, Tecnología e Innovación.

## Aportes científicos
Catherine Bréchignac es una especialista en física atómica, subespecializándose en la física molecular. Su investigación se ha preocupado principalmente de los agregados de átomos, conocidos en inglés como "clusters". Es una de los primeros en estar interesados en esos objetos, a veces cerca de las nanopartículas. Es autora o coautora de más de 120 artículos en revistas con referato.

## Otras funciones y desarrollos sociales
- Presidenta del CNRS
- Miembro del Instituto
- Presidenta del Consejo de Administración del Palais de la Découverte
- Presidenta electa del ICSU
- Miembro de la Académie des technologies
- Secretaria perpetua de la Academia de las Ciencias francesa
- Directora de la Renault

## Algunas publicaciones

### Libros
- catherine Bréchignac, philippe Houdy, marcel Lahmani. 2007. Nanomaterials and nanochemistry. Edición ilustrada de Springer, 747 pp. ISBN 3-540-72992-5

## Honores
Miembro de
- 1997 : correspondiente de la Academia de las Ciencias francesa
- 2005 : la Academia de las Ciencias francesa
- Miembro de la Académie des technologies

### Distinciones
- 1991 : Premio de la Academia de las Ciencias francesa
- 1994 : Medalla de plata del CNRS
- 2003 : laureada con el premio Holweck
- Oficial de la Légion d'honneur
- Doctora honoris causa de la Universidad Libre de Berlín, de la Georgia Tech y de la EPFL